# Best Hits (2 Unlimited-album)
A Best Hits egy válogatásalbum a holland 2 Unlimited duótól. Az album a Get Ready!, No Limits, és a Real Things című stúdióalbumokról való válogatás. 
Az album slágerlistás helyezést nem ért el. Az album borítója megegyezik a Real Things stúdióalbum borítójával. 

## Az album dalai
| #   | Cím                              | Hossz |
| --- | -------------------------------- | ----- |
| 1.  | "No Limit"                       | 3:44  |
| 2.  | "The Real Thing"                 | 3:40  |
| 3.  | "Do What I Like"                 | 4:10  |
| 4.  | "Tribal Dance"                   | 4:23  |
| 5.  | "Faces"                          | 3:48  |
| 6.  | "Maximum Overdrive"              | 3:58  |
| 7.  | "Let The Beat Control Your Body" | 4:08  |
| 8.  | "R.U.O.K"                        | 4:17  |
| 9.  | "Sensuality"                     | 4:30  |
| 10. | "No One"                         | 3:26  |
| 11. | "Here I Go"                      | 5:13  |
| 12. | "Burning Like Fire"              | 4:59  |
| 13. | "Info Superhighway"              | 4:34  |
| 14. | "Hypnotized"                     | 4:24  |
| 15. | "Get Ready For This"             | 3:42  |
| 16. | "The Power Age"                  | 4:06  |